# Bruce Balan
Bruce Balan (Long Beach, 2 ottobre 1959) è uno scrittore statunitense.
È un autore di romanzi per ragazzi.

## Opere[1]
- 1988 - The Cherry Migration,
- 1989 - Jeremy Quacks,
- 1991 - What I saw at Sea,
- 1991 - The Moose in the Dress, All Books for Children,
- 1993 - Pie in the sky, Viking,
- 1997 - Terroristi nel cyberspazio (Cyber.kdz: 1. In search of Scum)(I ed. it. Edizioni Piemme, Il Battello a Vapore, 1998)
- 1997 - Tutto per una foto (Cyber.kdz: 2. A picture's worth) (I ed. it. Edizioni Piemme, Il Battello a Vapore, 1999)
- 1997 - Un virus letale (Cyber.kdz: 3. The great NASA Flu) (I ed. it. Edizioni Piemme, Il Battello a Vapore, 1998)
- 1997 - Cyber.kdz: 4. Blackout in the Amazon
- 1998 - Cyber.kdz: 5. In pursuit of Picasso
- 1998 - Cyber.kdz: 6. When the chips are down
- 1998 - Buoy - Home at sea,
- 2003 - Lines in the Sand,
- 2005 - Cows Going Past,